# Феррер, Альберт
Альбе́рт Ферре́р Льо́пис (исп. Albert Ferrer Llopis; 6 июня 1970, Барселона) — испанский футболист, выступал на позиции правого защитника. Известен по выступлениям за «Барселону» и английский «Челси». Имеет на своём счету 36 матчей в составе национальной сборной.

## Карьера

### Клубная
Феррер — уроженец Барселоны, футболу обучался в академии одноимённого клуба. Несколько лет Альберт играл за вторую команду «Барселоны», а в 1990 году был отдан в аренду клубу Примеры «Тенерифе», где тот сыграл 17 матчей, большинство из которых — в основе.
Летом Феррер вернулся из аренды и стал основным правым защитником уже не дубля, а основной команды и оставался им на протяжении 8 сезонов. За это время Альберт выиграл множество титулов, включая 5 чемпионских, 2 Кубка, 4 Суперкубка и Лигу Чемпионов.
Ушёл из «Барселоны» Феррер с наступлением «голландской эпохи» и приходом Луи ван Гала. Вместе с ним клуб покинули многие другие значимые игроки, включая Гильермо Амора. Альберт перешёл в английский «Челси». Сумма трансфера составила 2,2 млн фунтов стерлингов. Испанец быстро стал игроком основы на «Стэмфорд Бридж» и помог «Челси» пробиться в Лигу Чемпионов, а в следующем сезоне — выиграть Кубок Англии.
В следующих сезонах роль Феррера в «Челси» уменьшалась. С каждым годом испанец проводил на поле всё меньше времени — мешали травмы и конкуренция со стороны более молодых защитников клуба. В 2003 году контракт Феррера с «Челси» закончился и игрок принял решение завершить карьеру. Болельщиками «аристократов» Феррер был признан лучшим правым защитником в истории клуба.

### Международная
Феррер играл за сборные Испании разных возрастов. В составе олимпийской сборной он победил на домашней для испанцев Олимпиаде в Барселоне.
Во взрослой сборной на счету Альберта 36 матчей. Дебютной стала товарищеская игра с Уругваем, состоявшаяся 4 сентября 1991 года.
Помимо Олимпиады, Феррер играл ещё на двух чемпионатах мира — 1994 и 1998 года. Также Альберт должен был принять участие в двух чемпионатах Европы — 1996 и 2000 года — но пропустил оба из-за травм.

### Тренерская
В октябре 2010 года Феррер возглавил нидерландский «Витесс». Под руководством Феррера команда стала 15-й и сумела сохранить место в Эредивизи, но по завершении сезона испанца сменил Джон ван ден Бром.
Перед началом сезона 2014/15 Феррера назначили тренером «Кордовы», но сумев набрать с командой только 4 очка в 8 матчах, он был вскоре уволен.

## Вне профессионального футбола
После завершения карьеры Феррер работал комментатором на крупных испанских телеканалах La Sexta, Antena 3 и Canal+ Liga, а также на радиостанции Onda Cero.

## Статистика выступлений

### Клубная статистика
| Выступление      | Выступление      | Выступление      | Лига | Лига | Кубок страны | Кубок страны | Еврокубки | Еврокубки | Прочие | Прочие | Итого | Итого |
| Клуб             | Лига             | Сезон            | Игры | Голы | Игры         | Голы         | Игры      | Голы      | Игры   | Голы   | Игры  | Голы  |
| ---------------- | ---------------- | ---------------- | ---- | ---- | ------------ | ------------ | --------- | --------- | ------ | ------ | ----- | ----- |
| Барселона Б      | Сегунда          | 1988/89          | 31   | 1    | —            | —            | —         | —         | —      | —      | 31    | 1     |
| Барселона Б      | Сегунда Б        | 1989/90          | 17   | 1    | —            | —            | —         | —         | —      | —      | 17    | 1     |
| Барселона Б      | Итого            | Итого            | 48   | 2    | 0            | 0            | 0         | 0         | 0      | 0      | 48    | 2     |
| Тенерифе         | Примера          | 1989/90          | 17   | 0    | 0            | 0            | —         | —         | 2      | 0      | 19    | 0     |
| Тенерифе         | Итого            | Итого            | 17   | 0    | 0            | 0            | 0         | 0         | 2      | 0      | 19    | 0     |
| Барселона        | Примера          | 1990/91          | 26   | 0    | 5            | 0            | 7         | 0         | 0      | 0      | 38    | 0     |
| Барселона        | Примера          | 1991/92          | 12   | 1    | 0            | 0            | 4         | 0         | 1      | 0      | 17    | 1     |
| Барселона        | Примера          | 1992/93          | 31   | 0    | 6            | 1            | 4         | 0         | 5      | 0      | 46    | 1     |
| Барселона        | Примера          | 1993/94          | 34   | 0    | 4            | 0            | 12        | 0         | 2      | 0      | 52    | 0     |
| Барселона        | Примера          | 1994/95          | 31   | 0    | 1            | 0            | 5         | 1         | 1      | 0      | 38    | 1     |
| Барселона        | Примера          | 1995/96          | 28   | 0    | 7            | 0            | 8         | 0         | 0      | 0      | 43    | 0     |
| Барселона        | Примера          | 1996/97          | 18   | 0    | 5            | 0            | 5         | 0         | 1      | 0      | 29    | 0     |
| Барселона        | Примера          | 1997/98          | 24   | 0    | 4            | 0            | 6         | 0         | 4      | 0      | 38    | 0     |
| Барселона        | Итого            | Итого            | 204  | 1    | 32           | 1            | 51        | 1         | 14     | 0      | 301   | 3     |
| Челси            | Примера          | 1998/99          | 30   | 0    | 0            | 0            | 0         | 0         | 1      | 0      | 31    | 0     |
| Челси            | Примера          | 1999/00          | 25   | 0    | 0            | 0            | 0         | 0         | 0      | 0      | 25    | 0     |
| Челси            | Примера          | 2000/01          | 14   | 0    | 0            | 0            | 0         | 0         | 0      | 0      | 14    | 0     |
| Челси            | Примера          | 2001/02          | 4    | 0    | 0            | 0            | 0         | 0         | 0      | 0      | 4     | 0     |
| Челси            | Примера          | 2002/03          | 3    | 0    | 0            | 0            | 0         | 0         | 0      | 0      | 3     | 0     |
| Челси            | Итого            | Итого            | 76   | 0    | 0            | 0            | 0         | 0         | 1      | 0      | 77    | 0     |
| Всего за карьеру | Всего за карьеру | Всего за карьеру | 345  | 3    | 32           | 1            | 51        | 1         | 17     | 0      | 445   | 5     |